# Émile Savitry
 (décembre 2024).
Émile Dupont, dit Émile Savitry, né le 21 janvier 1903 à Saïgon (Indochine française) et mort le 30 octobre 1967  à Paris, est un peintre et photographe français.   
Il est, aux côtés de Robert Doisneau, Willy Ronis, Édouard Boubat, Izis, Sabine Weiss, etc. l'un des principaux représentants du courant de la photographie humaniste française (réunissant des photographes ayant en commun un intérêt pour l'être humain dans sa vie quotidienne).

## Biographie
Émile Savitry est le fils de Félix Alphonse Marius Dupont, industriel aux colonies, et de Cécile Léonie Audra. De 1920 à 1924, il suit une formation artistique à l'École des beaux-arts de Valence, puis à l'École des Arts décoratifs et à l'Académie de la Grande-Chaumière à Paris, et commence une carrière de peintre. En 1928, il demeure dans le quartier du Montparnasse et se lie avec le peintre André Derain et le poète Robert Desnos. Savitry vend ses premières toiles en 1929 à la galerie Zborowski à Paris, Louis Aragon rédige la préface du catalogue de cette exposition. 
En 1930, il part pour la Polynésie en compagnie de Georges Malkine et d'Yvette Ledoux, une américaine dont il vient de faire connaissance. Savitry quitte ses compagnons de route et rencontre Friedrich Wilhelm Murnau, qui tourne alors son film Tabou. Intéressé par ses photographies, Murnau l'engage pour quatre mois en 1931. 
Savitry avait commencé à pratiquer la photographie dès 1930 où, de retour à Toulon, il fait la connaissance de Django Reinhardt et de son frère Joseph. Il les amène à Paris, loge les deux frères et leur famille dans son appartement du boulevard Edgar-Quinet et les introduit dans le milieu du Jazz parisien à La Boîte à Matelots du 10, rue Fontaine, où Django commence sa carrière, puis à La Roulotte au 62, rue Pigalle, à L'Aéroport au 11, rue Jules-Chaplain dans le quartier Notre-Dame-des-Champs, ouvert en juin 1932, ainsi qu'au club Le Ponton 2 à Montparnasse en 1934.
En 1934 il inaugure le cabaret américain le « DINGO », transformé par le nouveau gérant Hilaire Hiler, avec Viviane Jackson au piano et lui-même à la guitare.
De 1932 à 1934, il est l'assistant de Brassaï (1899-1984).
Mobilisé en septembre 1939, il est incorporé dans un bataillon du Génie à Avignon et correspond avec le cinéaste Paul Grimault, lui-même mobilisé dans le Bas-Rhin. Le 2 avril 1940, il épouse l'argentine Elsa Henriquez, fille de Helba Huara (1900-1986), à la mairie de Hyères. Elle lui donnera un fils, Francis Dupont, dit « Paco ». 
Avec Brassaï, Ylla, Ergy Landau et Nora Dumas, Savitry collabore à l'agence Rapho dès sa création en 1933 par Charles Rado qui émigre aux États-Unis durant la Seconde Guerre mondiale. 
À la Libération, Savitry aide Raymond Grosset à relancer l'agence à Paris. Robert Doisneau et Willy Ronis se joignent à eux.
Il devient photographe de plateau entre 1942 et 1950 grâce à son amitié avec Jacques Prévert et Marcel Carné, pour lequel il se déplace en 1947 à Belle-Île-en-Mer sur le tournage de La Fleur de l'âge. Il travaille aussi pour le réalisateur Pierre Billon. Savitry pratique également la photographie de mode.
Émile Savitry collabore aux revues Paris Match, Arts et métiers graphiques, Regards, Visages du Monde, Cavalcade, Point de vue et images du monde, Caliban, Picture Post, Réalités, Vogue, Harper's Bazaar et Jardin des modes.
À Paris, il réside rue Boulard, puis boulevard Edgar-Quinet.

## Collections publiques
- Paris, Centre national d'art et de culture Georges-Pompidou, 106 photographies
- Paris, Bibliothèque nationale de France

### Photographies
Reportages
- 1930, reportage pour EDF
- 1934, La Prison de la Santé la nuit
- 1936, le groupe Jacques Prévert Le Tableau des Merveilles dans le Grenier des Augustins avec Jean-Louis Barrault
- 1938, Dans un bar à Pigalle, un apache et sa protégée
- 1939, reportage à Perpignan sur les réfugiés espagnols
- 1939, Rue Pigalle pour Paris-Match
- 1939, Fête des 4-Z'arts à l'école des beaux-arts
- 1939, participation au numéro spécial de la revue Arts et métiers graphiques
- 1940-1950, reportages dans les caveaux musicaux de Saint-Germain-des Pré : Le Tabou (1947), Le Caveau des Lorientais (1947), La Roulotte, La Rose Rouge (1947), La Coupole (1938)
- 1945, les soldats du bataillon du Pacifique, installés en décembre 1944 dans la Caserne de La Tour-Maubourg
- Atelier de sculpture de l'École nationale supérieure des beaux-arts
- Club le Ponton

Photographies de mode
- 1947, robe de Christian Dior pour le Jardin des Modes
- Bettina, paru dans le Mois de la Photo, Paris, 1990

Photographies de plateau
- 1931, Tabou de Friedrich Wilhelm Murnau
- 1942, Lumière d'été de Jean Grémillon
- 1946, Les Portes de la nuit de Marcel Carné
- 1947, La Fleur de l'âge de Marcel Carné
- 1949, Au revoir monsieur Grock de Pierre Billon

Illustrations
- 1937-1939, Regards des 16 septembre 1937 et 8 juin 1939
- 1939, Paris-Match du 9 février 1939 et 25 mai 1939
- 1939, Arts et Métiers graphiques, numéro spécial Photographie
- 1945-1949, Vogue, hiver 1945-1946, album hiver, été, 1946, janvier, février 1947, avril octobre novembre 1948, avril 1949
- 1946, La Française, juin 1946
- 1946-1949, Le Jardin des Modes, album automne 1946 et hiver 1946-1947, mars, avril, mai, juin, octobre et novembre 1947,  janvier, février, avril, juin, août, septembre, octobre, novembre 1948, mai, juin, juillet, août, septembre, octobre, novembre, décembre 1949
- Avant 1947, Les Chants de Maldoror, le Couteau surréaliste, publié dans Réalité
- 1947, Cavalcade, des 11 septembre, 2 octobre, 9 octobre
- 1948, Point de vue et images du monde, 28 février
- 1949, Réalités, « Essor de la Photographie », n°47, décembre 1949
- 1950, Caliban, août
- 1951, Caliban, mars
- 1951, Arts Ménagers , mars 1951
- 1951-1953, Picture Post, Londres, 27 octobre et 24 novembre, 20 décembre 1952, 28 novembre 1953
- 1954, Point de vue et images du monde, 2 septembre
- 1954, Caméra, n°1, « Nus »
- 1957, Photography Magazine, Londres

Portraits
- Anouk Aimée dans La Fleur de l'Âge (1947)
- Arletty, dans La Fleur de l'Âge (1947)
- Autoportrait rue Gît-le-Cœur (1950)
- Autoportrait sautant en l'air (1960)
- Brigitte Bardot (1952)
- Jean-Louis Barrault
- Berthold Bartosch
- José Bergamin (1936-1939)
- Guy Bert, prestidigitateur (1947)
- Pierre Billon (réalisateur)
- Brassaï (1935)
- Pierre Brasseur (1942) dans Lumière d'été.
- Victor Brauner, sculpteur (1946), dans son atelier au 2 bis rue Perrel devant sa sculpture Conglomeros réalisée avec Michel Herz
- Marcel Carné
- Alejo Carpentier (1936-1939), photo de groupe avec des amis, chez lui rue Delambre Joan Miró, Pita Rodriguez, Gonzalo Moré, Joseph Reinhardt, Désirée Lieven, Henriette Gomès, galériste, ancienne modèle de Jules Pascin, et épouse du photographe André Gomès Stéphane Grapelli
- Julien Carette (1947) dans La Fleur de l'Âge
- Manuel Cano de Castro
- Charlie Chaplin (1950) au Palais de la Mutualité
- Colette (1950)
- Harry Cooper (1934) trompettiste
- Henri Crolla
- Lycette Darsonval
- Christian Dior (1947)
- Oscar Dominguez en 1950 devant sa sculpture Le Défi
- Jean de Foresta dans son atelier parisien (1949)
- Jean Gabin
- Alberto Giacometti dans son atelier de la rue Hippolyte-Maindron à Paris vers 1946
- Kathleen Granville, portant un masque de Georges Violet (1946)
- Stéphane Grapelli (1933)
- Paul Grimault à la Coupole vers 1939, en compagnie de Pablo Neruda et sa seconde épouse Delia del Carril, d'Amparo Mom, et son mari Raúl González Tuñón
- Grock (1938) clown au Cirque Médrano sur le tournage de Au revoir monsieur Grock
- Sacha Guitry en robe de chambre (1940)
- Elsa Henriquez, artiste peintre, son épouse, dans son appartement de la rue Boulard, entourée de ses amis Pita Rodriguez, poète cubain, Chavico, médecin péruvien, jouant de la guitare et Gonzalo Moré, le mari de sa mère
- Helba Huara, danseuse, mère d'Elsa Henriquez
- Marcel Jean peintre surréaliste
- Yves Joly marionnettiste à La Rose Rouge en 1951.
- Joseph Kosma
- Pierre Loeb, (1930) portrait réalisé dans sa galerie rue de Seine
- Fabien Loris sur le tournage du film Les Portes de la nuit (1946)
- Claude Luter (1948) au Lorientais
- Paul Meurisse (1947) dans La Fleur de l'âge
- Marcel Mouloudji (1936)
- Pablo Neruda vers 1939 au bar de la Coupole avec Paul Grimault et Amparo Mom
- Anaïs Nin en 1936 avec son amie la danseuse Helba Huara
- Nikos Papatakis
- Claude Philippe (1948) au Lorientais
- Édith Piaf (1950)
- Booker Pittman (1934) saxophoniste
- Jacques Prévert dont un portrait à l'atelier de Paul Grimault
- Pierre Prévert derrière une chambre photographique
- Anton Prinner (1946) dans son atelier rue Pernety à côté de sa statue La Femme aux grandes oreilles
- Raimu
- Serge Reggiani (1947) tournage de La Fleur de l'Âge
- Madeleine Renaud (1942) dans Lumière d'été
- Django Reinhardt (1933) dont une avec son fils Babik à qui il joue du violon en 1945 et un beau portrait de famille vers 1945 chez Savitry au 1 boulevard Edgar-Quinet : la mère du guitariste et les enfants de Joseph Reinhardt
- Autoportrait dans un escalier
- Autoportrait dans un bateau à l'appartement
- Billy Taylor (1934) batteur
- Alexandre Trauner
- Germain Vandersteen, artiste peintre
- André Verdet
- Bill Walton (1934) pianiste
- Achille Zavatta au Cirque Médrano (1938)

## Expositions
- 1929, Paris, Galerie Zborowski
- 1948, « La Photographie française », exposition organisée par Photo League à New York
- 1963, Antibes, Galerie Laporte, 31 toiles
- 1964, Paris, Galerie Charpentier, « Le Surréalisme : sources, histoire, affinités », La Lumière du gaz arrivant dans les ruines

Posthumes
- 1981, Paris, Centre Georges-Pompidou, « Paris 1937- Paris 1957 », reprise de l'exposition newyorkaise de la Photo League de 1948
- 1989, Paris, locaux du journal Le Monde, « Les Années Montparnasse »
- 1990, Bibliothèque historique de la Ville de Paris, « 50 ans de photographies de presse », archives photographiques de Paris-Soir, France-Soir et Paris-Match
- 2004, New York, Zabriskie Gallery
- 2007, Paris, Bibliothèque nationale de France, « La photographie humaniste »
- 2008, musée de Vendôme
- 2011, musée de l'Abbaye Sainte-Croix aux Sables d'Olonne, 106 photographies, du 20 décembre 2011 au 26 février 2012
- Du 5 mai au 6 novembre 2011, « Émile Savitry, un photographe de Montparnasse », Valence, musée de l'illustration et de la modernité de Valence (MuVim)
- Du 25 octobre 2012 au 27 janvier 2012-2013, « Émile Savitry, un photographe de Montparnasse », Gentilly, Maison de la Photographie Robert-Doisneau
- Avril 2013, exposition dans le cadre du Festival Photo de mer de Vannes

## Prix
- Prix de la critique en 1962

## Iconographie
- Autoportrait dans un escalier[réf. nécessaire]
- Autoportrait dans un bateau à l'appartement[réf. nécessaire]
- Man Ray, Portrait d'Émile Savitry (1920)[6]